# Daniel Radcliffe
Daniel Jacob Radcliffe (sinh ngày 23 tháng 7 năm 1989) là một diễn viên người Anh. Anh nổi tiếng từ năm 12 tuổi, khi bắt đầu đóng vai Harry Potter trong loạt phim cùng tên, từ Harry Potter and the Philosopher's Stone (2001) đến Harry Potter and the Deathly Hallows – Part 2 (2011). Loạt phim khiến anh trở thành một trong những diễn viên được trả lương cao nhất thế giới.
Radcliffe lấn sân sang lĩnh vực diễn xuất vào năm 2007, đóng vai chính trong tác phẩm của West End và Broadway Equus. Anh trở lại Broadway trong vở nhạc kịch How to Succeed in Business Without Really Trying (2011), mang về một đề cử Grammy Award. Các vai diễn Broadway khác của anh bao gồm vở kịch The Cripple of Inishmaan (2014) của Martin McDonagh và vở nhạc kịch Merrily We Roll Along (2023) của Stephen Sondheim. Các vai diễn West End khác của anh ấy là trong sự hồi sinh của Rosencrantz and Guildenstern Are Dead (2017) của Tom Stoppard và Endgame (2020) của Samuel Becket.
Radcliffe cũng mở rộng các vai diễn điện ảnh của mình, diễn xuất ở nhiều thể loại như phim kinh dị The Woman in Black (2012), kịch siêu thực Swiss Army Man (2016), giật gân Now You See Me 2 (2016), và phim hài The Lost City (2022). Anh cũng đóng vai Allen Ginsberg trong bộ phim tiểu sử Kill Your Darlings (2013) và Weird Al Yankovic trong phim nhạc kịch Weird: The Al Yankovic Story (2022). Phần sau đã mang về cho anh ấy đề cử cho một Primetime Emmy Award và một British Academy Television Award. Anh ấy cũng đã đóng nhiều vai trong loạt phim truyền hình hài tuyển tập Miracle Workers từ năm 2019.
Radcliffe đã đóng góp cho nhiều tổ chức từ thiện, bao gồm Demelza Hospice Care for Children và Trevor Project; người thứ hai đã trao cho anh Giải thưởng Anh hùng vào năm 2011 vì sự vận động của anh ấy với giới trẻ LGBTQ.

## Đầu đời
Daniel Jacob Radcliffe được sinh ra tại Bệnh viện Queen Charlotte và Chelsea ở Hammersmith, London, Anh vào ngày 23 tháng 7 năm 1989, là con một của Marcia Jeannine Gresham (nhũ danh Jacobson) và nhà văn học Alan George Radcliffe. Mẹ là người Do Thái của anh sinh ra ở Nam Phi, có nguồn gốc tổ tiên là những người nhập cư Do Thái từ Đức, Lithuania, Ba Lan và Nga, và lớn lên ở thị trấn Westcliff-on-Sea, Anh. ở Essex. Người cha người Bắc Ireland của anh được lớn lên trong một gia đình theo đạo Tin lành "rất thuộc tầng lớp lao động"ở Banbridge thuộc County Down. Năm 2019, anh khám phá cả hai khía cạnh lịch sử gia đình mình trong loạt bài về phả hệ của BBC Who Do You Think You Are? Cha mẹ của Radcliffe đều đã từng là diễn viên như con trai họ. Là một đại lý tuyển diễn viên, mẹ của anh đã tham gia vào các sản phẩm của BBC như The Inspector Lynley Mysteries.
Radcliffe được giáo dục tại ba trường độc lập dành cho nam sinh ở London: Trường Redcliffe, Trường Sussex House, và Trường Thành phố London. Sau khi bộ phim Harry Potter đầu tiên được phát hành, việc đi học trở nên khó khăn đối với anh khi một số bạn học trở nên thù địch, mặc dù anh ta nói rằng họ chỉ cố gắng "có một vết nứt với đứa trẻ đóng vai Harry Potter" hơn là hành động vì ghen tị. Khi sự nghiệp diễn xuất của anh ấy bắt đầu ngốn hết thời gian biểu của anh ấy, anh ấy tiếp tục việc học của mình thông qua các gia sư tại chỗ. Anh thừa nhận mình không phải là một học sinh giỏi, coi trường học là vô ích và tìm việc làm "thực sự khó khăn". Anh ấy đã đạt điểm A trong ba kỳ thi cấp độ AS mà anh ấy đã tham gia vào năm 2006, nhưng quyết định nghỉ học và không theo học đại học. Một phần lý do của anh ấy là anh ấy đã biết mình muốn trở thành một diễn viên và nhà biên kịch, và sẽ rất khó để có một kinh nghiệm học đại học bình thường.

## Sự nghiệp

### 1999–2001: Ra mắt diễn xuất và bắt đầu sự nghiệp
Radcliffe lần đầu tiên bày tỏ mong muốn được diễn xuất vào năm 5 tuổi, và xuất hiện lần đầu tiên vào năm 10 tuổi trong bộ phim chuyển thể hai phần của BBC One từ tiểu thuyết David Copperfield của Charles Dickens (1999), đóng vai nhân vật chính là một cậu bé. Anh ra mắt điện ảnh trong bộ phim đầu tay The Tailor of Panama (2001), một bộ phim Mỹ dựa trên tiểu thuyết điệp viên năm 1996 của John le Carré, đây là một thành công thương mại vừa phải.

### 2001–2011: Trở thành ngôi sao vớiHarry Potter

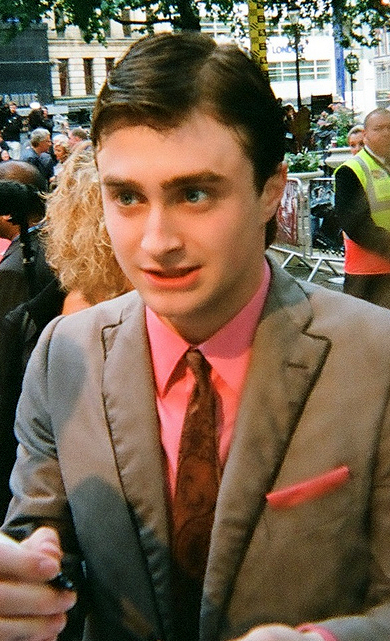
Radcliffe tại buổi ra mắt Harry Potter và Hoàng tử lai vào tháng 7 năm 2009.

Năm 2000, nhà sản xuất David Heyman gặp Radcliffe khi anh đang ở rạp hát với cha mình, một nhà văn nổi tiếng mà Heyman là bạn. Anh được đề nghị thử vai Harry Potter cho bộ phim chuyển thể từ Harry Potter và Hòn đá phù thủy, cuốn sách bán chạy nhất của tác giả người Anh J. K. Rowling. Rowling đã tìm kiếm một diễn viên người Anh vô danh để nhân cách hóa nhân vật, và đạo diễn Chris Columbus của bộ phim nhớ lại đã nghĩ: "Đây là những gì tôi muốn. Đây là Harry Potter" sau khi ông xem một đoạn video của nam diễn viên trẻ trong David Copperfield. Tám tháng sau, sau nhiều cuộc thử vai, Radcliffe được chọn đóng vai này. Rowling tán thành sự lựa chọn, nói: "Tôi không nghĩ rằng Chris Columbus có thể tìm thấy một Harry tốt hơn." Cha mẹ của Radcliffe ban đầu từ chối lời đề nghị, vì họ đã được thông báo rằng nó sẽ liên quan đến sáu bộ phim được quay ở Los Angeles. Thay vào đó, Warner Bros. đã đề nghị với Radcliffe một hợp đồng làm hai phim với việc quay ở Anh; Vào thời điểm đó, Radcliffe không chắc liệu anh có tham gia nhiều hơn hai bộ phim Harry Potter hay không.
Việc phát hành Harry Potter và Hòn đá phù thủy diễn ra vào năm 2001. Radcliffe nhận được mức lương bảy con số cho vai chính, nhưng khẳng định rằng mức phí này "không quan trọng lắm" đối với anh ta; cha mẹ anh đã chọn đầu tư tiền cho anh. Bộ phim rất nổi tiếng và nhận được nhiều đánh giá tích cực, và các nhà phê bình đã chú ý đến Radcliffe: "Radcliffe là hiện thân trong trí tưởng tượng của mọi độc giả với sự tò mò và là người kết nối với những cảm xúc rất thực, từ trí thông minh trang trọng và niềm vui khám phá đến niềm khao khát gia đình sâu sắc," Bob Graham của San Francisco Chronicle đã viết.
Một năm sau, Radcliffe đóng vai chính trong Harry Potter và Phòng chứa Bí mật, phần thứ hai của loạt phim. Các nhà phê bình đánh giá tích cực về diễn xuất của các diễn viên chính nhưng lại có ý kiến trái chiều về bộ phim. Harry Potter và tên tù nhân ngục Azkaban (2004) là phần phim thứ ba trong loạt phim này. Diễn xuất của Radcliffe đã bị chỉ trích bởi nhà phê bình phim A. O. Scott của tờ The New York Times, người cảm thấy rằng bạn diễn Emma Watson đã phải cõng anh ta với màn trình diễn của cô. Harry Potter và Chiếc cốc lửa (2005) là bộ phim Harry Potter có doanh thu cao thứ hai tại thời điểm đó, và Radcliffe đã chỉ ra sự hài hước như một lý do cho sự thành công về mặt sáng tạo của bộ phim.
Tương lai của loạt phim này đã bị đặt dấu hỏi khi Radcliffe, Watson và bạn diễn Rupert Grint do dự không ký tiếp để tiếp tục vai diễn của họ. Tuy nhiên, đến tháng 3 năm 2007, Radcliffe đã ký hợp đồng với những bộ phim Harry Potter cuối cùng; việc ký hợp đồng của anh ấy đã chấm dứt nhiều tuần báo chí "đồn đoán rằng anh ấy sẽ bị từ chối vai diễn do liên quan đến Equus", trong đó anh ấy đã trình diễn khỏa thân trên sân khấu. Radcliffe diễn lại vai Harry lần thứ năm trong Harry Potter và Hội Phượng hoàng (2007). Radcliffe tuyên bố rằng đạo diễn David Yates và bạn diễn Imelda Staunton đã thực hiện Hội Phượng hoàng bộ phim "vui vẻ nhất" để làm việc trong loạt phim. Màn trình diễn của anh đã mang về cho anh một số đề cử giải thưởng và anh nhận được Giải thưởng Phim Quốc gia năm 2008 cho "Diễn xuất nam chính xuất sắc nhất". Radcliffe, Grint và Watson để lại dấu ấn bằng tay, chân và đũa phép của họ trước Nhà hát Grauman's Chinese ở Hollywood. Harry Potter và Hoàng tử lai, phần thứ sáu của loạt phim, được phát hành vào tháng 7 năm 2009. Radcliffe nhận được đề cử cho "Màn trình diễn nam xuất sắc nhất" và "Siêu sao toàn cầu" tại Lễ trao giải MTV Movie năm 2010.

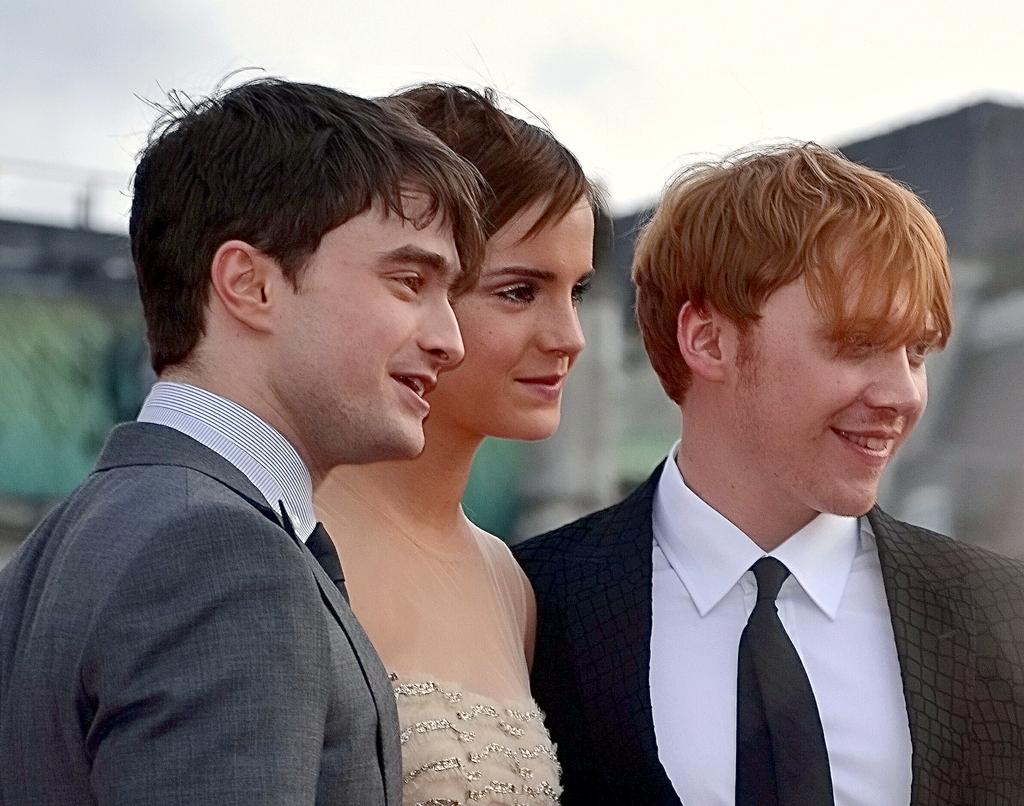
Radcliffe với Watson và Grint vào tháng 7 năm 2011.

Vì lý do tài chính và kịch bản, cuốn sách Harry Potter cuối cùng (Harry Potter và Bảo bối Tử thần) đã được chia thành hai bộ phim được quay liên tục. Quyết định này đã thu hút sự chỉ trích từ những người hâm mộ bộ truyện, nhưng Radcliffe bảo vệ sự phân chia, nói rằng sẽ không thể chuyển thể tiểu thuyết cuối cùng thành một bộ phim duy nhất một cách chính xác.
Phần cuối của hai bộ phim, Harry Potter và Bảo bối Tử thần – Phần 1 và Phần 2, được phát hành lần lượt vào tháng 11 năm 2010 và tháng 7 năm 2011. Trong khi Bảo bối Tử thần – Phần 1 thu về 960 triệu USD thì Bảo bối Tử thần – Phần 2 thu về hơn 1,3 tỷ USD trên toàn thế giới; tính đến tháng 5 năm 2019, đây là bộ phim có doanh thu cao thứ 11 mọi thời đại. Bảo bối Tử thần – Phần 2 được giới phê bình đánh giá cao, cũng như màn trình diễn của Radcliffe; Ann Hornaday của The Washington Post đã hỏi, "Ai có thể dự đoán rằng Radcliffe, Grint và Watson sẽ trở thành những diễn viên giỏi?" Nhà phê bình Rex Reednhận xét, "Thành thật mà nói, tôi rất tiếc khi thấy [Radcliffe] ra đi"; Roger Ebert đánh giá rất tích cực về bộ phim, nhưng cảm thấy rằng Radcliffe, Grint và Watson "bị các diễn viên phụ" lấn át."
Radcliffe thừa nhận rằng một số người sẽ không bao giờ có thể tách mình ra khỏi nhân vật Harry Potter; tuy nhiên, anh ấy đã nói rằng anh ấy "tự hào được gắn liền với loạt phim này mãi mãi." Mặc dù có những cảm nhận tích cực về các bộ phim, anh ấy không có hứng thú với việc làm thêm các bộ phim về Harry Potter. Sau khi Rowling gợi ý về việc viết cuốn sách thứ tám, Radcliffe được hỏi liệu anh có thực hiện một bộ phim Harry Potter khác hay không, anh trả lời rằng: "Rất nghi ngờ. Tôi nghĩ 10 năm là một khoảng thời gian dài để dành cho một nhân vật". Mặc dù dành rất nhiều thời gian cho loạt phim, Radcliffe khẳng định rằng anh không bỏ lỡ tuổi thơ như những diễn viên nhí khác, nhận xét rằng "Tôi đã có được cái nhìn tốt hơn về cuộc sống khi đóng Potter."

### 2002–2008: Nhà hát West End và Broadway ra mắt

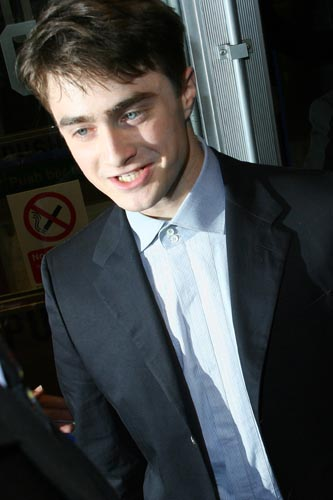
Radcliffe vào tháng 10 năm 2007.

Năm 2002, Radcliffe ra mắt sân khấu với tư cách khách mời nổi tiếng trong vở kịch The Play What I Wrote do Kenneth Branagh đạo diễn—người cũng đóng cùng anh trong bộ phim Harry Potter thứ hai. Anh xuất hiện trong bộ phim December Boys, một bộ phim gia đình của Úc kể về bốn đứa trẻ mồ côi được quay vào năm 2005 và ra rạp vào giữa tháng 9 năm 2007. Vào ngày 13 tháng 4 năm 2006, một bức chân dung của Radcliffe do Stuart thực hiện. Pearson Wright đã được công bố như một phần của cuộc triển lãm mới mở tại Nhà hát Quốc gia, trước khi được chuyển đến Phòng trưng bày Chân dung Quốc gia.
Năm 2007, Radcliffe đóng chung với Carey Mulligan trong My Boy Jack, một bộ phim truyền hình được chiếu trên ITV. Bộ phim nhận được hầu hết các đánh giá tích cực, với một số nhà phê bình ca ngợi diễn xuất của Radcliffe trong vai một thanh niên mười tám tuổi bị mất tích trong một trận chiến. Radcliffe nói, "Đối với nhiều người ở tuổi tôi, Chiến tranh thế giới thứ nhất chỉ là một chủ đề trong một cuốn sách lịch sử. Nhưng tôi luôn bị cuốn hút bởi chủ đề này và nghĩ rằng nó có liên quan đến ngày nay. đã từng là." Cuối năm đó, anh xuất bản một số bài thơ dưới bút danh Jacob Gershon—sự kết hợp giữa tên đệm của anh và phiên bản tiếng Do Thái của tên thời con gái của mẹ anh là Gresham — trên tạp chí thời trang ngầm Rubbish.
Ở tuổi mười bảy, trong nỗ lực chứng tỏ với mọi người rằng anh đã chuẩn bị cho các vai diễn người lớn, Radcliffe đã đóng vai chính trong buổi phục hưng vở kịch Equus của Peter Shaffer tại Nhà hát Gielgud. Tác phẩm đã không được hồi sinh kể từ lần đầu tiên ra mắt vào năm 1973. Radcliffe đảm nhận vai chính Alan Strang, một cậu bé ổn định có nỗi ám ảnh với ngựa. Doanh thu trước lên đến 1,7 triệu bảng Anh, và vai diễn này đã thu hút sự quan tâm đáng kể của giới truyền thông trước khi công chiếu, khi Radcliffe thực hiện một cảnh khỏa thân. Equus mở cửa vào ngày 27 tháng 2 năm 2007 và kéo dài đến ngày 9 tháng 6 năm 2007. Màn trình diễn của Radcliffe đã được đánh giá cao, vì các nhà phê bình đã bị ấn tượng bởi sắc thái và chiều sâu của vai trò chống lại loại người của anh ấy. Charles Spencer của The Telegraph đã viết rằng nam diễn viên "thể hiện một sức mạnh đáng kinh ngạc và sự hiện diện trên sân khấu đầy điện khí đánh dấu một bước tiến vượt bậc." Anh ấy nói thêm: "Tôi chưa bao giờ nghĩ rằng tôi sẽ thấy Radcliffe nhỏ bé (nhưng được hình thành hoàn hảo) là một nhân vật nham hiểm, nhưng với tư cách là Alan Strang ... có những khoảnh khắc mà anh ta có vẻ thực sự đáng sợ trong cơn thịnh nộ và bối rối của mình." Việc sản xuất được chuyển sang Broadway tại Nhà hát Broadhurst vào tháng 9 năm 2008. Radcliffe tiếp tục đóng vai chính, đóng cùng với Kate Mulgrew, Anna Camp, và bạn diễn của Harry Potter của anh, Richard Griffiths. Radcliffe đã rất lo lắng về việc thể hiện lại vai diễn trên sân khấu Broadway vì ông cho rằng khán giả Mỹ sành điệu hơn những khán giả ở London. Màn trình diễn của Radcliffe được đề cử cho Giải thưởng Phim truyền hình.

### 2010–2018: Trở lại Broadway và các bộ phim độc lập

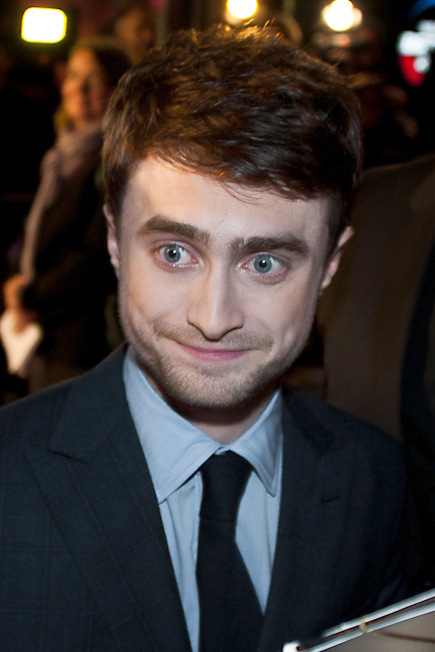
Radcliffe vào tháng 10 năm 2013.

Sau khi lồng tiếng cho một nhân vật trong tập phim " Treehouse of Horror XXI " của The Simpsons vào cuối năm 2010, Radcliffe ra mắt với vai J. Pierrepont Finch trong buổi phục hưng Broadway năm 2011 How to Succeed in Business Without Really Trying tại Nhà hát Al Hirschfeld. Vai diễn này trước đó đã được thực hiện bởi Robert Morse và Matthew Broderick. Các diễn viên khác bao gồm John Larroquette , Rose Hemingway và Mary Faber. Cả diễn viên và sản xuất đều nhận được đánh giá tích cực, với việc USA Today bình luận: "Cuối cùng, Radcliffe thành công không phải bằng cách làm lu mờ các thành viên đồng nghiệp của mình, mà bằng cách làm việc tận tâm với họ – và có một thành công trong quá trình này." Màn trình diễn của Radcliffe trong chương trình đã mang về cho anh Giải thưởng Bàn kịch tính, Giải Liên đoàn phim truyền hình và các đề cử Giải thưởng Hội phê bình ngoài. Bản thân tác phẩm sau đó đã nhận được chín đề cử Giải thưởng Tony. Radcliffe rời chương trình vào ngày 1 tháng 1 năm 2012.
Dự án đầu tiên sau Harry Potter của Radcliffe là bộ phim giật gân năm 2012 The Woman in Black, được chuyển thể từ tiểu thuyết năm 1983 của Susan Hill. Bộ phim được phát hành vào ngày 3 tháng 2 năm 2012 tại Hoa Kỳ và Canada, và được phát hành vào ngày 10 tháng 2 tại Vương quốc Anh. Radcliffe đóng vai một người đàn ông được cử đến để giải quyết các vấn đề pháp lý của một người phụ nữ bí ẩn vừa qua đời, và ngay sau đó anh ta bắt đầu trải qua những sự kiện kỳ lạ và ám ảnh từ hồn ma của một phụ nữ mặc đồ đen. Anh ấy nói rằng anh ấy "vô cùng hào hứng" khi được tham gia bộ phim và mô tả kịch bản là "được viết rất đẹp".

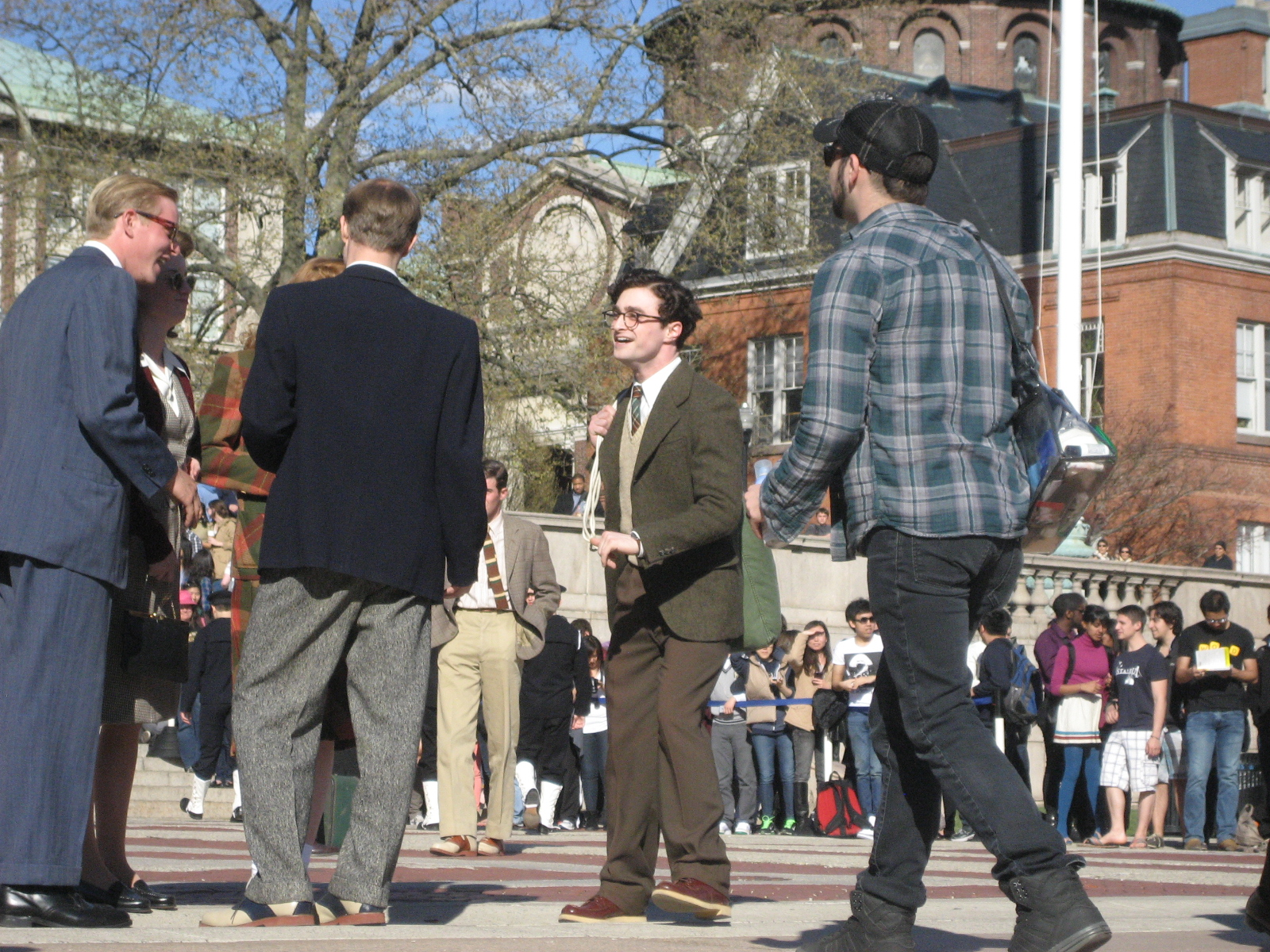
Radcliffe trên trường quay Kill Your Darlings ở khuôn viên Đại học Columbia, 2012

Năm 2013, anh đóng vai nhà thơ người Mỹ Allen Ginsberg trong bộ phim kinh dị Kill Your Darlings của đạo diễn John Krokidas. Anh cũng đóng vai chính trong bộ phim hài lãng mạn người Canada gốc Ireland The F Word (2013) của đạo diễn Michael Dowseand do Elan Mastai viết kịch bản, dựa trên vở kịch Toothpaste and Cigars của TJ Dawe và Michael Rinaldi và sau đó anh đóng vai chính trong một người Mỹ. bộ phim kinh dị giả tưởng đen tối của đạo diễn Alexandre Aja Horns. Cả hai bộ phim đều được công chiếu tại Liên hoan phim Quốc tế Toronto lần thứ 38. Cũng trong năm 2013, Radcliffe biểu diễn tại Nhà hát Noël Coward trong vở kịch sân khấu hồi sinh bộ phim hài đen tối The Cripple of Inishmaan của Martin McDonagh với vai chính Billy Claven, nhờ đó anh đã giành được Giải thưởng WhatsOnStage cho Nam diễn viên chính xuất sắc nhất trong một vở kịch.
Radcliffe đóng vai Igor trong bộ phim kinh dị khoa học viễn tưởng Victor Frankenstein (2015), do Paul McGuigan đạo diễn và Max Landis viết kịch bản. Bộ phim dựa trên chuyển thể đương đại của tiểu thuyết Frankenstein năm 1818 của Mary Shelley. Anh cũng đóng vai Sam Houser, một trong những người sáng lập Rockstar Games, trong bộ phim chính kịch tiểu sử The Gamechangers.
Radcliffe đóng vai chính trong bộ phim phiêu lưu hành động Now You See Me 2 (2016) cùng với Mark Ruffalo, Jesse Eisenberg và Woody Harrelson, đóng vai một thần đồng công nghệ, doanh nhân, kẻ chủ mưu tội phạm và một nhân vật phản diện chính cùng với nhân vật của Michael Caine tên là Arthur Tressler (người mà nhân vật của Radcliffe được tiết lộ là con trai), người trong khi đến lượt mình lại phẫn nộ với ảo thuật. Năm 2016, Radcliffe đóng vai Manny, một xác chết nói nhiều, trong bộ phim độc lập Swiss Army Man với Paul Dano. Cùng năm đó, anh ấy cũng đóng vai chính trong phim độc lập được giới phê bình đánh giá caoImperium (2016) với Toni Collette, và Tracy Letts. Anh vào vai Nate Foster, một đặc vụ FBI lý tưởng, người bí mật hạ gục một nhóm người da trắng cực đoan. Phim nhận được 84% trên Rotten Tomatoes với đánh giá đồng thuận, Imperium đáng lo ngại tự hào với các chủ đề thời sự rắc rối và dàn diễn viên tài năng do Daniel Radcliffe dẫn đầu trong vai một đặc vụ FBI bí mật thâm nhập vào vòng vây của những kẻ tối cao da trắng."
Radcliffe đóng vai chính ngoài sân khấu Broadway tại Nhà hát Công cộng trong một tác phẩm sân khấu tài liệu có tựa đề Privacy, đóng vai Nhà văn. Năm 2017, anh đóng vai Yossi Ghinsberg trong phim giật gân Jungle, dựa trên cuốn hồi ký cùng tên bán chạy nhất thế giới của Yossi Ghinsberg. Năm 2018, Radcliffe đóng vai một phi công buôn lậu ma túy qua biên giới trong bộ phim hành động kinh dị Beast of Burden do Jesper Ganslandt đạo diễn. Radcliffe trở lại Broadway trong vở kịch hài dài 90 phút The Lifespan of a Fact tại Nhà hát Studio 54 với Bobby Cannavale và Cherry Jones. Vở kịch xoay quanh một người kiểm tra thực tế trẻ tuổi cương quyết chống lại người biên tập đòi hỏi của mình và một tác giả không chính thống.

### 2019–nay: Phim truyền hình dài tập và các tác phẩm tiếp theo
Năm 2019, Radcliffe đóng vai Craig trong loạt phim hài giới hạn Miracle worker của đài TBS dựa trên cuốn sách của Simon Rich. Phần thứ hai của chương trình được công chiếu vào ngày 28 tháng 1 năm 2020. Anh lồng tiếng cho Rex Dasher, một mật vụ giúp đỡ Marla, trong bộ phim hoạt hình Playmobil: The Movie của đạo diễn Lino DiSalvo. Năm 2020, Radcliffe đóng vai Miles trong bộ phim hài hành động Guns Akimbo của đạo diễn Jason Lei Howden, cùng các diễn viên Samara Weaving và Natasha Liu Bordizzo. Anh ấy cũng đóng vai chính Tim Jenkin trong bộ phim giật gân Escape from Pretoria, dựa trên cuộc vượt ngục ngoài đời thực của ba tù nhân chính trị trẻ tuổi khỏi nhà tù ở Nam Phi năm 1979. Anh cũng đóng vai Hoàng tử Frederick trong bộ phim đặc biệt Unbreakable của Netflix, Kimmy Schmidt cùng với Ellie Kemper.
Radcliffe đã tái hợp với nhiều thành viên của loạt phim Harry Potter trong một chương trình đặc biệt của HBO Max có tựa đề Harry Potter 20th Anniversary: Return to Hogwarts, được phát hành vào ngày 1 tháng 1 năm 2022. Radcliffe đóng vai phản diện trong bộ phim hài phiêu lưu hành động The Lost City, đối diện với Sandra Bullock và Channing Tatum. Anh cũng dự kiến sẽ đóng vai nhạc sĩ "Weird Al" Yankovic trong Weird: The Al Yankovic Story, một bộ phim tiểu sử được sản xuất cho The Roku Channel.
Vào mùa thu năm 2022, Radcliffe trở lại sân khấu diễn xuất trong sự hồi sinh của vở nhạc kịch Stephen Sondheim Merrily We Roll Along đóng vai Charley Kringas. Anh đóng vai chính cùng với Jonathan Groff và Lindsay Mendez. Quá trình hồi sinh bắt đầu vào ngày 21 tháng 11 năm 2022 và dự kiến khởi chiếu vào ngày 12 tháng 12 năm 2022. Quá trình sản xuất sẽ diễn ra với số lượng người tham gia hạn chế đến hết ngày 8 tháng 1 năm 2023.

## Liên doanh khác

### Từ thiện
Radcliffe đã cho vay hỗ trợ của mình cho các tổ chức từ thiện khác nhau. Anh ấy đã thiết kế chiếc giường Cu-Bed cho dãy VIP Kids của Habitat (một khối lập phương được làm từ tám chiếc nhỏ hơn có thể được làm thành giường, ghế dài hoặc ghế) với tất cả tiền bản quyền từ việc bán chiếc giường sẽ được chuyển trực tiếp cho anh ấy. tổ chức từ thiện yêu thích, Viện tế bần dành cho trẻ em Demelza House ở Sitbourne, Kent. Radcliffe đã kêu gọi người hâm mộ đóng góp cho chương trình Nến cho sự chăm sóc của tổ chức từ thiện thay vì tặng quà Giáng sinh cho anh ấy. Năm 2008, ông là một trong số những người nổi tiếng đã tặng kính lão của họ cho một cuộc triển lãm tôn vinh các nạn nhân của thảm họa Holocaust. Trong buổi biểu diễn Broadway của Equus anh đã bán đấu giá một chiếc quần jean và các vật dụng khác mặc trong buổi biểu diễn cho bệnh AIDS ở Broadway Cares / Equity Fights có trụ sở tại New York và là người dẫn chương trình tại cuộc thi Gypsy of the Year năm 2011. Anh ấy cũng đã quyên góp ủng hộ Get Connected UK, một đường dây trợ giúp quốc gia bí mật miễn phí có trụ sở tại London dành cho những thanh niên gặp khó khăn.

### Quan điểm chính trị và xã hội
Radcliffe là người ủng hộ Đảng Lao động. Trước đây, anh ủng hộ Đảng Dân chủ Tự do, và tán thành nhà lãnh đạo lúc bấy giờ là Lib Dem Nick Clegg trong cuộc tổng tuyển cử năm 2010. Tuy nhiên, vào năm 2012, anh chuyển quan điểm chính trị của mình sang Lao động, với lý do thất vọng với hiệu quả hoạt động của Clegg và đảng Dân chủ Tự do khi còn cầm quyền trong chính phủ, và chấp thuận lãnh đạo đảng Lao động khi đó là Ed Miliband. Năm 2015, anh tán thành chiến dịch lãnh đạo Đảng Lao động của Jeremy Corbyn. Anh ấy nói với The Big Issue "Tôi cảm thấy như sự thể hiện sự chân thành này của một người đàn ông đã ở bên cạnh và gắn bó với niềm tin của mình đủ lâu để anh ấy biết chúng và không cần phải viết theo kịch bản là điều khiến mọi người ngồi dậy và phấn khích. Thật tuyệt vời."
Radcliffe ủng hộ khái niệm xóa bỏ chế độ quân chủ của Anh và thay thế nó bằng một nền cộng hòa. Anh cũng ủng hộ chủ nghĩa công đoàn của Anh, và phản đối cuộc trưng cầu dân ý về độc lập của Scotland năm 2014 vì cá nhân anh "thích Vương quốc Anh như thế nào".
Radcliffe ủng hộ cộng đồng LGBTQ+. Lên tiếng chống lại sự kỳ thị đồng tính, anh bắt đầu quay các thông báo dịch vụ công vào năm 2009 cho Dự án Trevor, thúc đẩy nhận thức về phòng chống tự tử ở thanh thiếu niên đồng tính. Lần đầu tiên anh biết đến tổ chức này khi biểu diễn Equus trên sân khấu Broadway vào năm 2008  và đã đóng góp tài chính cho nó. Anh ấy nói trong một cuộc phỏng vấn năm 2010, "Tôi luôn ghét bất kỳ ai không khoan dung với những người đồng tính nam hoặc đồng tính nữ hoặc lưỡng tính. Bây giờ tôi đang ở một vị trí rất may mắn khi tôi thực sự có thể giúp đỡ hoặc làm điều gì đó về điều đó." Trong cùng một cuộc phỏng vấn, ông nhấn mạnh tầm quan trọng của các nhân vật công chúng ủng hộ quyền bình đẳng. Anh ấy đã nhận được Giải thưởng Anh hùng của Dự án Trevor vào năm 2011 cho những đóng góp của mình. Vào tháng 6 năm 2020, trong bối cảnh tranh cãi về nhận xét của tác giả Harry Potter, J. K. Rowling về người chuyển giới — bị lên án là kỵ khí — Radcliffe đã viết một bài luận được xuất bản bởi Dự án Trevor, trong đó anh lên tiếng ủng hộ cộng đồng người chuyển giới và bày tỏ sự tiếc nuối rằng những tuyên bố của Rowling đã làm hỏng trải nghiệm của người hâm mộ về bộ sách Harry Potter.

## Đời tư
Radcliffe phân chia thời gian của mình giữa các ngôi nhà ở khu Fulham của London và khu phố Tây Làng của quận Manhattan của Thành phố New York. Anh ấy đã có mối quan hệ với nữ diễn viên người Mỹ Erin Darke từ năm 2012, sau khi gặp nhau trên phim trường Kill Your Darlings. Vào tháng 3 năm 2023, họ được xác nhận đang mang thai đứa con đầu lòng. Darke sinh vào tháng sau.
Vào năm 2008, Radcliffe tiết lộ rằng anh mắc một dạng nhẹ của chứng rối loạn thần kinh khó thở, đôi khi khiến anh không thể thực hiện các hoạt động đơn giản như viết hoặc buộc dây giày. Anh ấy nói, "Tôi đã gặp khó khăn ở trường, về mặt mọi thứ tào lao, không có tài năng rõ ràng."
Radcliffe đã bày tỏ niềm yêu thích của mình với nhạc rap và thừa nhận có "nỗi ám ảnh với việc ghi nhớ những bài hát phức tạp, có ca từ phức tạp và nhanh chóng". Vào ngày 28 tháng 10 năm 2014, anh rap bài hát Blackalicious năm 1999 "Alphabet Aerobics" khi xuất hiện trên chương trình The Tonight Show Starring Jimmy Fallon.
Radcliffe gần gũi với gia đình của anh, người mà anh ta tin tưởng vì đã giữ anh đứng vững. Vào tháng 8 năm 2010, anh ta trở nên căng thẳng sau khi nhận thấy mình trở nên quá phụ thuộc vào rượu. Vào tháng 3 năm 2020, anh ấy xuất hiện với tư cách khách mời trên kênh BBC Radio 4 's Desert Island Discs, nơi anh ấy thảo luận về việc lạm dụng rượu khi ở tuổi thiếu niên và quyết định trở thành teetotal, cũng như cách cha mẹ anh ấy hỗ trợ và ở lại quê hương Anh đã giúp anh đối mặt với sự nổi tiếng.
Radcliffe tuyên bố về niềm tin của mình vào năm 2012: "Không bao giờ có đức tin [tôn giáo] trong ngôi nhà. Tôi nghĩ mình là người Do Thái và Ailen, mặc dù thực tế là tôi là người Anh." Anh ấy nói rằng gia đình anh ấy là "Noel Do Thái" Anh ấy cũng nói: "Tôi là một người vô thần, nhưng tôi rất tự hào là người Do Thái. Điều đó có nghĩa là tôi có đạo đức làm việc tốt. , và bạn nhận được sự hài hước của người Do Thái và bạn được phép kể những câu chuyện cười của người Do Thái. Ví dụ: bạn có nghe thấy dây đồng được phát minh như thế nào không? Hai người Do Thái tranh nhau một xu. Và cứ thế". Năm 2009, anh ta tuyên bố rằng anh ta là một người vô thần và nói, "Tôi rất thoải mái về việc [trở thành một người vô thần]. Tôi không rao giảng chủ nghĩa vô thần của mình, nhưng tôi rất tôn trọng những người như Richard Dawkins, những người làm bất cứ điều gì anh ấy làm trên truyền hình, tôi sẽ xem." Tuy nhiên, ông đã nói vào năm 2012, "Tôi là một người vô thần, và là một chiến binh vô thần khi tôn giáo bắt đầu ảnh hưởng đến luật pháp." Năm 2019, anh tự mô tả mình là " người theo thuyết bất khả tri nghiêng về chủ nghĩa vô thần".
Radcliffe được cho là đã kiếm được 1 triệu bảng cho phần phim Harry Potter đầu tiên và khoảng 15 triệu bảng cho phần sáu. Anh xuất hiện trong Danh sách người giàu của Sunday Times vào năm 2006, ước tính tài sản cá nhân của anh là 14 triệu bảng Anh, khiến anh trở thành một trong những người trẻ tuổi giàu nhất ở Anh. Vào tháng 3 năm 2009, anh được xếp hạng ở vị trí số một trong danh sách "Những ngôi sao trẻ có giá trị nhất" của Forbes, và đến tháng 4 tờ Daily Telegraph đo giá trị tài sản ròng của anh là 30 triệu bảng Anh, khiến anh trở thành người trẻ tuổi giàu thứ 12 trong nước Anh. Radcliffe được coi là thiếu niên giàu nhất nước Anh vào cuối năm đó. Vào tháng 2 năm 2010, anh được vinh danh là ngôi sao nam Hollywood được trả lương cao thứ sáu và đứng ở vị trí thứ năm trong danh sách nam diễn viên có doanh thu cao nhất Hollywood tháng 12 của Forbes với doanh thu phim là 780 triệu đô la Mỹ, chủ yếu là do Harry Potter và Bảo bối Tử thần được phát hành vào năm đó. Tính đến năm 2021, giá trị tài sản ròng của Radcliffe ước tính là 95 triệu bảng Anh.